# Воронин, Сергей Анатольевич (велогонщик)
Сергей Анатольевич Воронин (род. 21 февраля 1962, СССР) — советский велогонщик.

## Карьера
Бронзовый призёр Чемпионата мира 1982 года. Двукратный Чемпион СССР и призёр в командной гонке. Победитель Велогонки Мира в командном и  любительской версии Джиро д’Италия в личном зачётах. Заслуженный мастер спорта СССР.

## Достижения
1980
1-й  Чемпион мира среди юниоров — командная гонка (с Демиденко, Чужда и Шпак)
Джиро делла Луниджана
3-й — Генеральная классификация
1-й — Этап 4
1981
 Чемпион СССР — командная гонка
Бэби-Джиро
1-й — Генеральная классификация
1-й — Командная классификация
1982
Джиро д'Абруцци
1-й — Генеральная классификация
1-й — Этап 5
3-й  Чемпионат мира — командная гонка (с Каширин, Логвин и Чужда)
3-й Чемпионат СССР — командная гонка
1983
3-й Чемпионат СССР — командная гонка
1984
 Чемпион СССР — командная гонка
Джиро делле Реджони
2-й — Генеральная классификация
1-й — Этап 2
Велогонка Мира
9-й — Генеральная классификация
1-й — Командная классификация